# Openwave

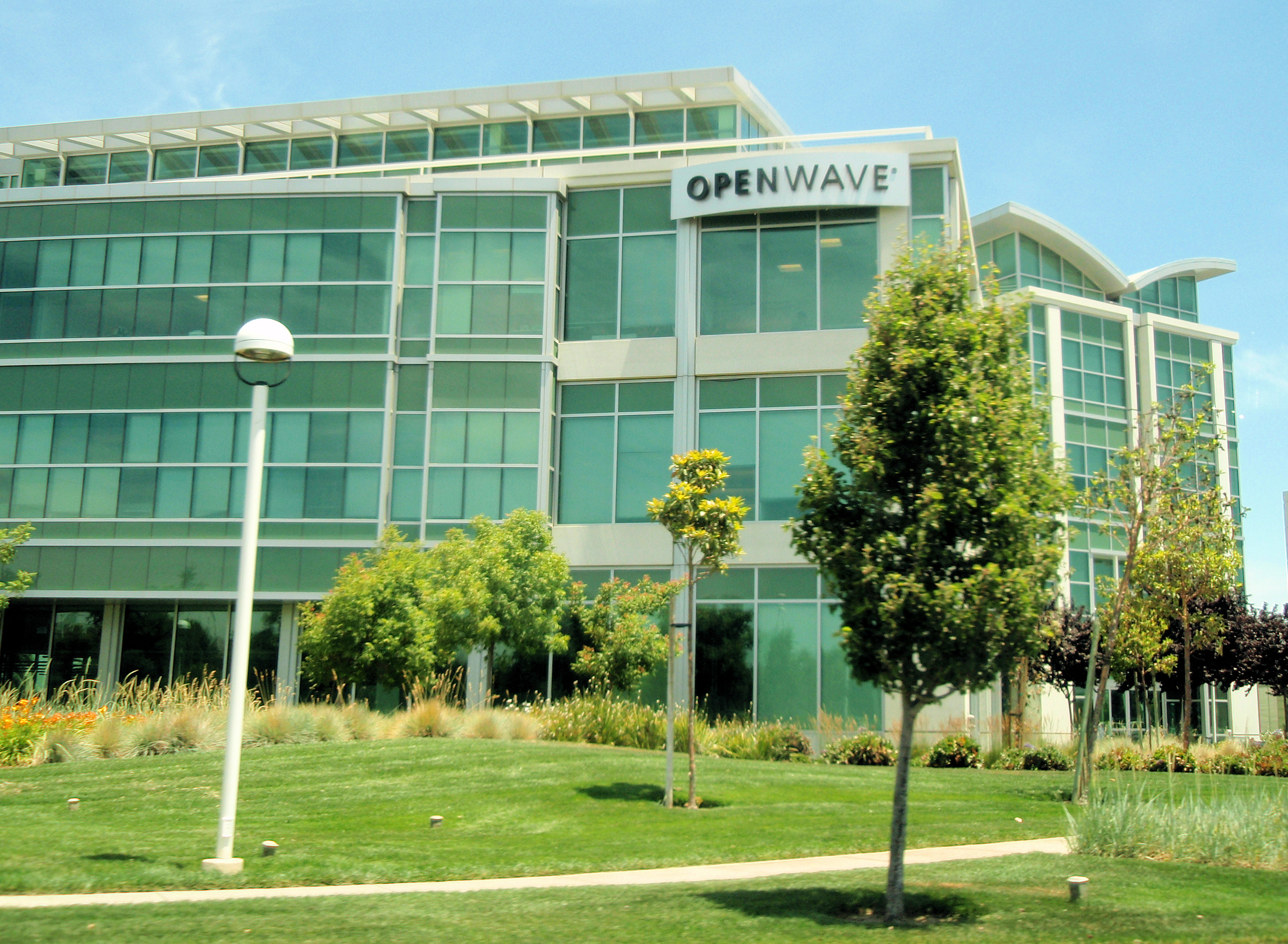
Openwave的总部

Openwave（NASDAQ：OPWV）是一家位于美国加利福尼亚州红木城的软件公司，其主要产品针对移动互联网，例如网页浏览器以及相关产品。Openwave还是开放移动联盟（WAP Forum）的活跃成员之一，并是其前身无线应用协议论坛（WAP Forum）的创始机构之一。